# سیجی ساکاگوچی
سیجی ساکاگوچی (انگلیسی: Seiji Sakaguchi؛ زادهٔ ۱۷ فوریهٔ ۱۹۴۲) جودوکار، کشتی‌گیر کشتی حرفه‌ای، و بازیگر اهل ژاپن است.
از فیلم‌ها یا برنامه‌های تلویزیونی که وی در آن نقش داشته‌است می‌توان به انتقام اجباری اشاره کرد.